# Sparta Prague Open 2012
Lo Sparta Prague Open 2012 è stato un torneo professionistico di tennis femminile giocato sulla terra rossa. È stata la 3ª edizione del torneo, che fa parte dell'ITF Women's Circuit nell'ambito dell'ITF Women's Circuit 2012. Si è giocato a Praga in Repubblica Ceca dal 14 al 20 maggio 2012.

## Partecipanti

### Teste di serie
| Nazionalità | Giocatrice                 | Ranking* | Testa di serie |
| ----------- | -------------------------- | -------- | -------------- |
| Rep. Ceca   | Lucie Šafářová             | 23       | 1              |
| Rep. Ceca   | Klára Zakopalová           | 44       | 2              |
| Rep. Ceca   | Barbora Záhlavová-Strýcová | 56       | 3              |
| Ungheria    | Tímea Babos                | 64       | 4              |
| Grecia      | Eléni Daniilídou           | 65       | 5              |
| Regno Unito | Elena Baltacha             | 67       | 6              |
| Giappone    | Kimiko Date-Krumm          | 74       | 7              |
| Giappone    | Ayumi Morita               | 80       | 8              |

- Ranking al 7 maggio 2012.

### Altre partecipanti
Giocatrici che hanno ricevuto una wild card:
- Denisa Allertová
- Jana Čepelová
- Martina Přádová
- Tereza Smitková

Giocatrici che sono passate dalle qualificazioni:
- Annika Beck
- Mónica Puig
- Anastasija Sevastova
- Zhang Shuai
- Rika Fujiwara (lucky loser)
- Sandra Záhlavová (lucky loser)

## Campionesse

### Singolare
- Lucie Šafářová ha battuto in finale  Klára Zakopalová con il punteggio di 6–3, 7–5

### Doppio
- Alizé Cornet /  Virginie Razzano hanno battuto in finale  Akgul Amanmuradova /  Casey Dellacqua con il punteggio di 6–2, 6–3